# Eritrichium tianschanicum
Eritrichium tianschanicum är en strävbladig växtart som beskrevs av Modest Mikhaĭlovich Iljin och Ovczinnikova. Eritrichium tianschanicum ingår i släktet Eritrichium och familjen strävbladiga växter. Inga underarter finns listade i Catalogue of Life.